# Seznam kulturních památek v Dubu nad Moravou
Tento seznam nemovitých kulturních památek v městysi Dub nad Moravou v okrese Olomouc vychází z  Ústředního seznamu kulturních památek ČR, který na základě zákona č. 20/1987 Sb., o státní památkové péči, vede Národní památkový ústav jako ústřední organizace státní památkové péče. Údaje jsou průběžně upřesňovány, přesto mohou obsahovat i řadu věcných a formálních chyb a nepřesností či být neaktuální. 
Pokud byly některé části dotčeného území vyčleněny do samostatných seznamů, měly by být odkazy na tyto dílčí seznamy uvedeny v úvodu tohoto seznamu nebo v úvodu příslušné sekce seznamu.

## Dub nad Moravou
|  | Kategorie „Sculptural group of Saint Joseph in Dub nad Moravou “ na Wikimedia Commons | Hledat fotografie a kategorie ve Wikimedia Commons podle rejstříkového čísla památky | Nahrát snímek k tomuto tématu do úložiště Wikimedia Commons |  |

|  | Kategorie „Church of the Purification of Mary (Dub nad Moravou) “ na Wikimedia Commons | Hledat fotografie a kategorie ve Wikimedia Commons podle rejstříkového čísla památky | Nahrát snímek k tomuto tématu do úložiště Wikimedia Commons |  |

|  | Kategorie „Sculptural group of Saint Florian in Dub nad Moravou “ na Wikimedia Commons | Hledat fotografie a kategorie ve Wikimedia Commons podle rejstříkového čísla památky | Nahrát snímek k tomuto tématu do úložiště Wikimedia Commons |  |

|  | Kategorie „Sculptural group of Saint John of Nepomuk in Dub nad Moravou “ na Wikimedia Commons | Hledat fotografie a kategorie ve Wikimedia Commons podle rejstříkového čísla památky | Nahrát snímek k tomuto tématu do úložiště Wikimedia Commons |  |

|  |  | Hledat fotografie a kategorie ve Wikimedia Commons podle rejstříkového čísla památky | Nahrát snímek k tomuto tématu do úložiště Wikimedia Commons |  |

|  |  | Hledat fotografie a kategorie ve Wikimedia Commons podle rejstříkového čísla památky | Nahrát snímek k tomuto tématu do úložiště Wikimedia Commons |  |

## Tučapy
| Památka               | Fotografie                                                                  | Rejstříkové číslo v ÚSKP                                                             | Sídelní útvar                                               | Poloha                                                                                                   | Popis a poznámky |
| --------------------- | --------------------------------------------------------------------------- | ------------------------------------------------------------------------------------ | ----------------------------------------------------------- | --- | --- |
| Boží muka (Q38149676) | \| \| \| \| \| \|                                                           | 40056/8-1987 Pam. katalog MIS                                                        | Tučapy                                                      | u silnice II/435 Olomouc–Tovačov, odbočka na Tučapy, parc. 1379/1 49°29′19,91″ s. š., 17°16′10,36″ v. d. | Zděná hranolová boží muka, zakončená stanovou stříškou. Na čtvercovém soklu vysoký podstavec s nikami, ukončený římsou. Nad ní kaplice prolomená ze tří stran otvory se segmentovými záklenky. Ze severní strany podstavce, nad nikou vložena kamenná deska s pamětním latinským nápisem a dvojitou datací (1676 a 1808). Stanová stříška krytá pálenou taškou, ve vrcholu železný křížek. Poznámka: MonumNet uvádí parc. 1379. Památkově chráněno od 22. dubna 1964. |
|                       | Kategorie „Column shrine in Tučapy (Dub nad Moravou) “ na Wikimedia Commons | Hledat fotografie a kategorie ve Wikimedia Commons podle rejstříkového čísla památky | Nahrát snímek k tomuto tématu do úložiště Wikimedia Commons | | |

## Bolelouc
|  | Kategorie „Chapel of Saint Rosalia (Bolelouc) “ na Wikimedia Commons | Hledat fotografie a kategorie ve Wikimedia Commons podle rejstříkového čísla památky | Nahrát snímek k tomuto tématu do úložiště Wikimedia Commons |  |

|  |  | Hledat fotografie a kategorie ve Wikimedia Commons podle rejstříkového čísla památky | Nahrát snímek k tomuto tématu do úložiště Wikimedia Commons |  |